# St-Sauveur (Fos-sur-Mer)

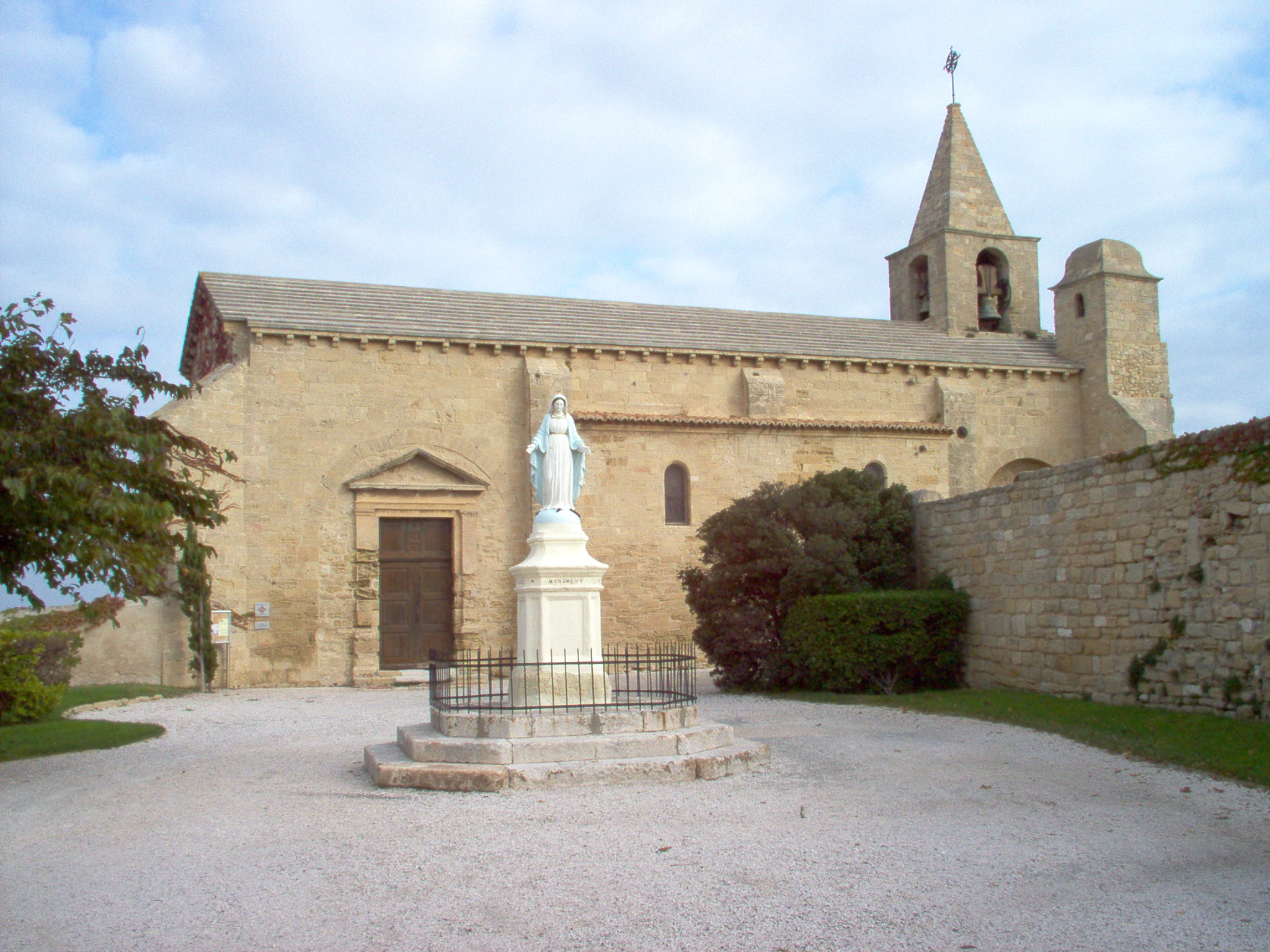
Kirche Saint-Sauveur

Die katholische Kirche St-Sauveur in Fos-sur-Mer, einer Gemeinde im französischen Département Bouches-du-Rhône in der Region Provence-Alpes-Côte d’Azur, wurde in der zweiten Hälfte des 11. Jahrhunderts errichtet. Sie ist seit 1964 ein geschütztes Kulturdenkmal (Monument historique).

## Geschichte
Die dem Heiland (französisch sauveur) geweihte Kirche aus gelblichem Stein erhebt sich oben auf dem Fels innerhalb der Festungsmauer. An dieser Stelle ist bereits ein Kirchenbau für das 10. Jahrhundert überliefert, der inmitten eines Friedhofs stand.

## Architektur
Die heutige Kirche aus dem 11. Jahrhundert mit einer quadratischen Apsis, zum Teil in den Kalkfelsen gehauen, und einem zweischiffigen Langhaus mit vier Jochen wird von einem Tonnengewölbe bedeckt. Ein viereckiger Glockenturm mit vierseitigem Dach überragt die Kirche.